# Psaliodes fervescens
Psaliodes fervescens är en fjärilsart som beskrevs av Dyar 1920. Psaliodes fervescens ingår i släktet Psaliodes och familjen mätare. Inga underarter finns listade i Catalogue of Life.